# Urosigalphus cautus
Urosigalphus cautus är en stekelart som beskrevs av Gibson 1974. Urosigalphus cautus ingår i släktet Urosigalphus och familjen bracksteklar. Inga underarter finns listade i Catalogue of Life.